# Эберхард Вюртембергский
Эберхард Алоис Николаус Генрих Иоганн Мария Вюртембергский (нем. Eberhard Alois Nikolaus Heinrich Johannes Maria Herzog von Württemberg, род. 20 июня 1963, Фридрихсхафен, Баден-Вюртемберг) — представитель Вюртембергского дома. Второй сын и третий ребенок Карла Вюртембергского и Дианы Орлеанской. С 2022 года наследник главы Вюртембергского дома.

## Биография
Эберхард Вюртембергский родился 20 июня 1963 года в городе Фридрихсхафен. В 1975 году он вместе с семьей переехал в замок Замок Альтсхаузен. Он получил образование в одном университетов города Штутгарт. В университете он изучал многоязычное международное деловое администрирование. В этом же университете он работал преподавателем с 1995 по 1997 год. Также известно что проходил стажировку в банке.
Он успешно завершил обучение со степенью магистра делового администрирования в Монтерейском институте международных исследований в Калифорнии.
С 1997 года является независимым предпринимателем, являясь представителем разных компаний.
В начале своей карьеры он занимал различные должности в таких компаниях как: Adidas или Rank Xerox.

## Личная жизнь
У Эберхард Вюртембергского есть три брата и две сестры: Фридрих (1961—2018), Матильда (р. 1962), Филипп (р. 1964), Майкл (р. 1965) и Элеонора Флер (р. 1977).
Эберхард Вюртембергский женился на Люсии Дезире Копф в 2011 году. Брак был расторгнут в 2016 году. В браке родился один сын с тяжелой инвалидностью. Сын был рожден в морганатическом браке. На данный момент Эберхард находится в отношениях с Габи Майер, с которой заключил брак 15 июля 2023 года.